# Sásd
Sásd (chorw. Šaš) – miasto na Węgrzech, w komitacie Baranya. Populacja 3 329 osób (styczeń 2011).

## Miejscowości partnerskie
- Körösfő
- Mogilany
- Pierrelaye
- Raaba
- Westhausen